# Cedusa varopa
Cedusa varopa är en insektsart som beskrevs av Kramer 1986. Cedusa varopa ingår i släktet Cedusa och familjen Derbidae. Inga underarter finns listade i Catalogue of Life.